# روبنسون ولس
روبنسون ولس (بالإنجليزية: Robison Wells)‏ (4 أبريل 1978، يوتا في الولايات المتحدة)؛ روائي أمريكي.